# Hunderdorf
Hunderdorf település Németországban, azon belül Bajorországban. Lakosainak száma 3386 fő (2023. december 31.).

## Népesség
A település népessége az elmúlt években az alábbi módon változott:
| Lakosok száma | 1023 | 1515 | 2972 | 2937 | 3241 | 3285 | 3323 | 3298 | 3270 | 3386 |
|               | 1875 | 1950 | 1970 | 1987 | 2012 | 2013 | 2015 | 2017 | 2021 | 2023 |